# Rilevamento dendrometrico
Le misurazioni di masse e incrementi di un bosco possono essere realizzati secondo modalità varie, più o meno impegnative sotto l'aspetto dell'esecuzione tecnica e dei costi.
La misurazione dei diametri è l'operazione fondamentale del rilevamento. Essa può interessare:
- tutti gli alberi della particella (inventario per cavallettamento totale - ICT);
- una frazione rappresentativa di essi (inventari dendrometrici per campionamento), in particolare per:
- aree di saggio aventi dimensioni fisicamente definite (IAS);
- punti di campionamento relascopico, abbinato alla misurazione dei diametri degli alberi compresi nel conteggio angolare (IRD);
- punti di campionamento relascopico semplificato (IRS);
- punti di campionamento relascopico con rilievo dei parametri necessari a usare le tavole di popolamento (Inventario relascopico con tavole di popolamento);
- stime sintetiche speditive (ISS).